# اسیر اتکبرو
اسیر اتکبرو (انگلیسی: Asier Etxaburu؛ زادهٔ ۷ آوریل ۱۹۹۴) بازیکن فوتبال اهل اسپانیا است.
از باشگاه‌هایی که در آن بازی کرده‌است می‌توان به باشگاه فوتبال ایبار اشاره کرد.